# 2023年アゼルバイジャングランプリ
2023年アゼルバイジャングランプリ（英:  2023 Azerbaijan Grand Prix）は、2023年のF1世界選手権の第4戦として、2023年4月30日にバクー市街地コースにて開催。
正式名称は「Formula 1 Azerbaijan Grand Prix 2023」。

## 背景
タイヤ
ピレリが持ち込んだドライ用タイヤのコンパウンドはハード（白）：C3、ミディアム（黄）：C4、ソフト（赤）：C5の最もソフト寄りの組み合わせ。提供されるセット数はハード2、ミディアム3、ソフト8。
| ドライ用   | ドライ用       | ドライ用   | ウェット用           | ウェット用   |
| C3         | C4             | C5         | インターミディエイト | フルウェット |
| ---------- | -------------- | ---------- | -------------------- | ------------ |
| （ハード） | （ミディアム） | （ソフト） | （小雨用）           | （大雨用）   |
DRS：2箇所※（　）内は検知ポイント
- DRS1：ターン2より54m先から（ターン2より手前のSC2）
- DRS2：ターン20より447m先から（ターン20）

## フリー走行
FP1
2023年4月28日 13:30 AZT(UTC+4)
トップはマックス・フェルスタッペン、2番手にシャルル・ルクレール、3番手にセルジオ・ペレス。この週末で唯一のプラクティスだったが、コースの各所で壁に接触するマシンが見られたほか、ピエール・ガスリーのマシンは出火し、セッションが13分中断となった。

## 予選
2023年4月28日 17:00 AZT(UTC+4)（文章の出典）
ポールはシャルル・ルクレールでシーズン初、通算19度目の獲得。2番手にマックス・フェルスタッペン、3番手にセルジオ・ペレスが続いた。
Q1ではターン3でニック・デ・フリースとピエール・ガスリーがそれぞれクラッシュし、2度の赤旗中断となった。Q1での脱落は前述の2選手と周冠宇とハース勢の2台。Q2では角田裕毅が翌日のSQ3での指定タイヤのソフトを使用した。それにより、SQ3に進出した際に使用出来るタイヤは無くなったものの7番手で通過した。Q2での脱落は、ウィリアムズ勢の2台、メルセデス・アルピーヌ・アルファロメオの1台ずつとなった。

### 予選結果
| 順位                | No. | ドライバー                 | コンストラクター                        | Q1       | Q2       | Q3       | Grid |
| ------------------- | --- | -------------------------- | --------------------------------------- | -------- | -------- | -------- | ---- |
| 1                   | 16  | シャルル・ルクレール       | フェラーリ                              | 1:41.269 | 1:41.037 | 1:40.203 | 1    |
| 2                   | 1   | マックス・フェルスタッペン | レッドブル-ホンダ・RBPT                 | 1:41.398 | 1:40.822 | 1:40.391 | 2    |
| 3                   | 11  | セルジオ・ペレス           | レッドブル-ホンダ・RBPT                 | 1:41.756 | 1:41.131 | 1:40.495 | 3    |
| 4                   | 55  | カルロス・サインツ         | フェラーリ                              | 1:42.197 | 1:41.369 | 1:41.016 | 4    |
| 5                   | 44  | ルイス・ハミルトン         | メルセデス                              | 1:42.113 | 1:41.650 | 1:41.177 | 5    |
| 6                   | 14  | フェルナンド・アロンソ     | アストンマーティン・アラムコ-メルセデス | 1:41.720 | 1:41.370 | 1:41.253 | 6    |
| 7                   | 4   | ランド・ノリス             | マクラーレン-メルセデス                 | 1:42.154 | 1:41.485 | 1:41.281 | 7    |
| 8                   | 22  | 角田裕毅                   | アルファタウリ-ホンダ・RBPT             | 1:42.234 | 1:41.569 | 1:41.581 | 8    |
| 9                   | 18  | ランス・ストロール         | アストンマーティン・アラムコ-メルセデス | 1:42.524 | 1:41.576 | 1:41.611 | 9    |
| 10                  | 81  | オスカー・ピアストリ       | マクラーレン-メルセデス                 | 1:42.455 | 1:41.636 | 1:41.611 | 10   |
| 11                  | 63  | ジョージ・ラッセル         | メルセデス                              | 1:42.073 | 1:41.654 |          | 11   |
| 12                  | 31  | エステバン・オコン         | アルピーヌ-ルノー                       | 1:42.622 | 1:41.798 |          | 192  |
| 13                  | 23  | アレクサンダー・アルボン   | ウィリアムズ-メルセデス                 | 1:42.171 | 1:41.818 |          | 12   |
| 14                  | 77  | バルテリ・ボッタス         | アルファロメオ-フェラーリ               | 1:42.582 | 1:42.259 |          | 13   |
| 15                  | 2   | ローガン・サージェント     | ウィリアムズ-メルセデス                 | 1:42.242 | 1:42.395 |          | 14   |
| 16                  | 24  | 周冠宇                     | アルファロメオ-フェラーリ               | 1:42.642 |          |          | 15   |
| 17                  | 27  | ニコ・ヒュルケンベルグ     | ハース-フェラーリ                       | 1:42.755 |          |          | 202  |
| 18                  | 20  | ケビン・マグヌッセン       | ハース-フェラーリ                       | 1:43.417 |          |          | 16   |
| 19                  | 10  | ピエール・ガスリー         | アルピーヌ-ルノー                       | 1:44.853 |          |          | 17   |
| NC                  | 21  | ニック・デ・フリース       | アルファタウリ-ホンダ・RBPT             | 1:55.282 |          |          | 181  |
| 107% time: 1:48.357 |     |                            |                                         |          |          |          |      |
| ソース:             |     |                            |                                         |          |          |          |      |

- ^1 - デ・フリースは107%以内のタイムを記録していないが、スチュワードの判断により決勝への出走が認められた。
- ^2 - オコンとヒュルケンベルグはパルクフェルメ下のマシンに変更を加えたためピットレーンからのスタート[9][10]。

## スプリント・シュートアウト
2023年4月29日 12:30 AZT(UTC+4)（文章の出典）
初開催となったスプリント・シュートアウトでトップタイムを記録したのはシャルル・ルクレール、2番手にセルジオ・ペレス、3番手にマックス・フェルスタッペン。
SQ1は12分間で指定タイヤは新品のミディアム。終盤にローガン・サージェントがターン15でクラッシュ、残り25秒で赤旗中断となりセッションは終了。ピエール・ガスリーとアルファロメオ勢とアルファタウリ勢の2台ずつが脱落した。SQ2は10分間で指定タイヤはSQ1と同様。サージェントを除く14台が走行、コース外に飛び出すマシンは見られたがセッションは滞りなく進行した。ハース勢とマクラーレン、アルピーヌから1台ずつが脱落。SQ3は8分間で指定タイヤは新品のソフト。ランド・ノリスは既に新品のソフトがなかったため、9台が走行した。

### スプリント・シュートアウト結果
| 順位    | No. | ドライバー                 | コンストラクター                        | SQ1      | SQ2      | SQ3      | Grid |
| ------- | --- | -------------------------- | --------------------------------------- | -------- | -------- | -------- | ---- |
| 1       | 16  | シャルル・ルクレール       | フェラーリ                              | 1:42.820 | 1:42.500 | 1:41.697 | 1    |
| 2       | 11  | セルジオ・ペレス           | レッドブル-ホンダ・RBPT                 | 1:43.858 | 1:42.925 | 1:41.844 | 2    |
| 3       | 1   | マックス・フェルスタッペン | レッドブル-ホンダ・RBPT                 | 1:43.288 | 1:42.417 | 1:41.987 | 3    |
| 4       | 63  | ジョージ・ラッセル         | メルセデス                              | 1:43.763 | 1:43.112 | 1:42.252 | 4    |
| 5       | 55  | カルロス・サインツ         | フェラーリ                              | 1:43.622 | 1:42.909 | 1:42.287 | 5    |
| 6       | 44  | ルイス・ハミルトン         | メルセデス                              | 1:43.561 | 1:43.061 | 1:42.502 | 6    |
| 7       | 23  | アレクサンダー・アルボン   | ウィリアムズ-メルセデス                 | 1:43.987 | 1:43.376 | 1:42.846 | 7    |
| 8       | 14  | フェルナンド・アロンソ     | アストンマーティン・アラムコ-メルセデス | 1:43.789 | 1:42.976 | 1:43.010 | 8    |
| 9       | 18  | ランス・ストロール         | アストンマーティン・アラムコ-メルセデス | 1:43.879 | 1:43.375 | 1:43.064 | 9    |
| 10      | 4   | ランド・ノリス             | マクラーレン-メルセデス                 | 1:43.938 | 1:43.395 |          | 10   |
| 11      | 81  | オスカー・ピアストリ       | マクラーレン-メルセデス                 | 1:44.179 | 1:43.427 |          | 11   |
| 12      | 27  | ニコ・ヒュルケンベルグ     | ハース-フェラーリ                       | 1:44.843 | 1:43.806 |          | 12   |
| 13      | 31  | エステバン・オコン         | アルピーヌ-ルノー                       | 1:44.433 | 1:44.088 |          | PL1  |
| 14      | 20  | ケビン・マグヌッセン       | ハース-フェラーリ                       | 1:44.101 | 1:44.332 |          | 13   |
| 15      | 2   | ローガン・サージェント     | ウィリアムズ-メルセデス                 | 1:44.042 |          |          | 2    |
| 16      | 24  | 周冠宇                     | アルファロメオ-フェラーリ               | 1:45.177 |          |          | 14   |
| 17      | 77  | バルテリ・ボッタス         | アルファロメオ-フェラーリ               | 1:45.352 |          |          | 15   |
| 18      | 22  | 角田裕毅                   | アルファタウリ-ホンダ・RBPT             | 1:45.436 |          |          | 16   |
| 19      | 10  | ピエール・ガスリー         | アルピーヌ-ルノー                       | 1:46.951 |          |          | 17   |
| 20      | 21  | ニック・デ・フリース       | アルファタウリ-ホンダ・RBPT             | 1:48.180 |          |          | 18   |
| ソース: |     |                            |                                         |          |          |          |      |

- ^1 - オコンはパルクフェルメ下のマシンに変更を加えたためピットレーンからのスタート[9]。
- ^2 - サージェントはスプリント・シュートアウトでクラッシュしたため欠場[14]。

## スプリント
2023年4月29日 17:30 AZT(UTC+4)（文章の出典）
優勝はセルジオ・ペレス、2位はシャルル・ルクレール、3位はマックス・フェルスタッペン。
スプリント・シュートアウトでクラッシュしたローガン・サージェントを除く19台が出走。エステバン・オコンはセッティング変更を行ったため、ピットレーンからスタートした。スタートタイヤは、ランド・ノリスとバルテリ・ボッタスのみソフト、残りはミディアムを選択。スタート直後にジョージ・ラッセルとフェルスタッペンは3位争いを繰り広げたが、ターン3で接触。フェルスタッペンは4番手へ後退し、マシンはダメージを負った。ターン13では角田裕毅がクラッシュし、右後輪のタイヤが外れコース上を転がったため、VSCが導入された。角田はピットまで戻りタイヤとフロントウイングを交換し復帰したが、右リアが曲がっており再びピットへ戻りリタイアした。真っ直ぐに走られない角田がピットへ向かっていたことやコース上に破片が散らばっていたこともあり、VSCからSCへ切り替えられた。6周目にレースは再開され、フェルスタッペンはターン1でラッセルをかわし3番手となる。8周目にはルクレールから1秒以内をキープしていたペレスがターン1でかわしトップへ立つ。3番手のフェルスタッペンは、12周目にルクレールから1秒圏内まで迫ったが、追い抜くまでには至らなかった。

### スプリント結果
| 順位    | No. | ドライバー                 | コンストラクター                        | 周回数 | タイム/リタイア原因 | Grid | Pts. |
| ------- | --- | -------------------------- | --------------------------------------- | ------ | ------------------- | ---- | ---- |
| 1       | 11  | セルジオ・ペレス           | レッドブル-ホンダ・RBPT                 | 17     | 33:17.667           | 2    | 8    |
| 2       | 16  | シャルル・ルクレール       | フェラーリ                              | 17     | +4.463              | 1    | 7    |
| 3       | 1   | マックス・フェルスタッペン | レッドブル-ホンダ・RBPT                 | 17     | +5.065              | 3    | 6    |
| 4       | 63  | ジョージ・ラッセル         | メルセデス                              | 17     | +8.532              | 4    | 5    |
| 5       | 55  | カルロス・サインツ         | フェラーリ                              | 17     | +10.388             | 5    | 4    |
| 6       | 14  | フェルナンド・アロンソ     | アストンマーティン・アラムコ-メルセデス | 17     | +11.613             | 8    | 3    |
| 7       | 44  | ルイス・ハミルトン         | メルセデス                              | 17     | +16.503             | 6    | 2    |
| 8       | 18  | ランス・ストロール         | アストンマーティン・アラムコ-メルセデス | 17     | +18.417             | 9    | 1    |
| 9       | 23  | アレクサンダー・アルボン   | ウィリアムズ-メルセデス                 | 17     | +21.757             | 7    |      |
| 10      | 81  | オスカー・ピアストリ       | マクラーレン-メルセデス                 | 17     | +22.851             | 11   |      |
| 11      | 20  | ケビン・マグヌッセン       | ハース-フェラーリ                       | 17     | +27.990             | 13   |      |
| 12      | 24  | 周冠宇                     | アルファロメオ-フェラーリ               | 17     | +34.602             | 14   |      |
| 13      | 10  | ピエール・ガスリー         | アルピーヌ-ルノー                       | 17     | +36.918             | 17   |      |
| 14      | 21  | ニック・デ・フリース       | アルファタウリ-ホンダ・RBPT             | 17     | +41.626             | 18   |      |
| 15      | 27  | ニコ・ヒュルケンベルグ     | ハース-フェラーリ                       | 17     | +48.587             | 12   |      |
| 16      | 77  | バルテリ・ボッタス         | アルファロメオ-フェラーリ               | 17     | +49.917             | 15   |      |
| 17      | 4   | ランド・ノリス             | マクラーレン-メルセデス                 | 17     | +51.104             | 10   |      |
| 18      | 31  | エステバン・オコン         | アルピーヌ-ルノー                       | 17     | +60.621             | PL   |      |
| Ret     | 22  | 角田裕毅                   | アルファタウリ-ホンダ・RBPT             | 2      | DNF                 | 16   |      |
| ソース: |     |                            |                                         |        |                     |      |      |

## 決勝
2023年4月30日 15:00 AZT(UTC+4)（文章の出典）
優勝はセルジオ・ペレスでシーズン2勝目、通算6勝目。2位はマックス・フェルスタッペン、3位はシャルル・ルクレール。
スタートタイヤは下位3台がハード、残りはミディアムを選択。スタートは順位争いはあったものの大きな接触はなかった。トップのルクレールがファステストを記録しながら周回を重ねるが、2番手のフェルスタッペンを引き離せず、4周目のターン1でかわされる。6周目には3番手のペレスにもターン1でかわされ3番手となる。10周目にターン7でニック・デ・フリースがマシンを停めた。トップのフェルスタッペンは、SCが入ることを見越しピットインしたが、SCは11周目に導入されたため、ペレスとルクレールの先行を許した。全車がハードタイヤへ交換しレースは14周目に再開。ターン3でフェルスタッペンがルクレールをかわし2番手となる。ペレスはファステストを記録しながら、フェルスタッペンとの差を広げていった。19周目には4番手のフェルナンド・アロンソが無線でチームメイトのランス・ストロールへ自身のマシンのブレーキバランスをアドバイスする場面が見られた。37周目には周冠宇がピットへ戻りリタイアしコース上は18台となった。首位争いのペレスとフェルスタッペンは互いにファステストを更新ながら終盤まで続き、時折ウォールへ触れる場面も見られたが、順位変動はなく51周を走り切り1-2フィニッシュを飾った。ファステストは、ファイナルラップにソフトタイヤでジョージ・ラッセルが記録した。

### レース結果
| 順位    | No. | ドライバー                 | コンストラクター                        | 周回数 | タイム/リタイア原因 | Grid | Pts. |
| ------- | --- | -------------------------- | --------------------------------------- | ------ | ------------------- | ---- | ---- |
| 1       | 11  | セルジオ・ペレス           | レッドブル-ホンダ・RBPT                 | 51     | 1:32:42.436         | 3    | 25   |
| 2       | 1   | マックス・フェルスタッペン | レッドブル-ホンダ・RBPT                 | 51     | +2.137              | 2    | 18   |
| 3       | 16  | シャルル・ルクレール       | フェラーリ                              | 51     | +21.217             | 1    | 15   |
| 4       | 14  | フェルナンド・アロンソ     | アストンマーティン・アラムコ-メルセデス | 51     | +22.024             | 6    | 12   |
| 5       | 55  | カルロス・サインツ         | フェラーリ                              | 51     | +45.491             | 4    | 10   |
| 6       | 44  | ルイス・ハミルトン         | メルセデス                              | 51     | +46.145             | 5    | 8    |
| 7       | 18  | ランス・ストロール         | アストンマーティン・アラムコ-メルセデス | 51     | +51.617             | 9    | 6    |
| 8       | 63  | ジョージ・ラッセル         | メルセデス                              | 51     | +74.240             | 11   | 5FL  |
| 9       | 4   | ランド・ノリス             | マクラーレン-メルセデス                 | 51     | +80.376             | 7    | 2    |
| 10      | 22  | 角田裕毅                   | アルファタウリ-ホンダ・RBPT             | 51     | +83.862             | 8    | 1    |
| 11      | 81  | オスカー・ピアストリ       | マクラーレン-メルセデス                 | 51     | +86.501             | 10   |      |
| 12      | 23  | アレクサンダー・アルボン   | ウィリアムズ-メルセデス                 | 51     | +88.623             | 12   |      |
| 13      | 20  | ケビン・マグヌッセン       | ハース-フェラーリ                       | 51     | +89.729             | 16   |      |
| 14      | 10  | ピエール・ガスリー         | アルピーヌ-ルノー                       | 51     | +91.332             | 17   |      |
| 15      | 31  | エステバン・オコン         | アルピーヌ-ルノー                       | 51     | +97.794             | PL   |      |
| 16      | 2   | ローガン・サージェント     | ウィリアムズ-メルセデス                 | 51     | +100.943            | PL   |      |
| 17      | 27  | ニコ・ヒュルケンベルグ     | ハース-フェラーリ                       | 50     | +1 Lap              | 17   |      |
| 18      | 77  | バルテリ・ボッタス         | アルファロメオ-フェラーリ               | 50     | +1 Lap              | 13   |      |
| Ret     | 24  | 周冠宇                     | アルファロメオ-フェラーリ               | 36     | DNF                 | 15   |      |
| Ret     | 21  | ニック・デ・フリース       | アルファタウリ-ホンダ・RBPT             | 9      | DNF                 | 18   |      |
| ソース: |     |                            |                                         |        |                     |      |      |

- ^FL - ファステストラップの1点を含む

## 第4戦終了時点のランキング

### ワールド・チャンピオンシップ
|         | 順位 | ドライバー                 | ポイント | 1位との差 |
| ------- | ---- | -------------------------- | -------- | --------- |
|         | 1    | マックス・フェルスタッペン | 93       |           |
|         | 2    | セルジオ・ペレス           | 87       | -6        |
|         | 3    | フェルナンド・アロンソ     | 60       | -33       |
| 1       | 4    | ルイス・ハミルトン         | 48       | -45       |
| 1       | 5    | カルロス・サインツ         | 34       | -59       |
| ソース: |      |                            |          |           |

|         | 順位 | コンストラクター                        | ポイント | 1位との差 |
| ------- | ---- | --------------------------------------- | -------- | --------- |
|         | 1    | レッドブル-ホンダ・RBPT                 | 180      |           |
|         | 2    | アストンマーティン・アラムコ-メルセデス | 87       | -93       |
|         | 3    | メルセデス                              | 76       | -104      |
|         | 4    | フェラーリ                              | 62       | -118      |
| 5       | 5    | マクラーレン-メルセデス                 | 14       | -166      |
| ソース: |      |                                         |          |           |

- 注：いずれもトップ5まで掲載。

### DHLファステストラップアワード
|         | 順位 | ドライバー                 | 獲得数 |
| ------- | ---- | -------------------------- | ------ |
|         | 1    | マックス・フェルスタッペン | 1      |
|         | 2    | セルジオ・ペレス           | 1      |
| 1       | 3    | ジョージ・ラッセル         | 1      |
| 1       | 4    | 周冠宇                     | 1      |
| ソース: |      |                            |        |

- 注：いずれもトップ5まで掲載。
- 注：ファストテストラップアワードは同数の場合、カウントバック方式がとられている。